# Exoprosopa gujaratica
Exoprosopa gujaratica är en tvåvingeart som beskrevs av Nurse 1922. Exoprosopa gujaratica ingår i släktet Exoprosopa och familjen svävflugor. Inga underarter finns listade i Catalogue of Life.